# Marry Me (chanson de Krista Siegfrids)
Pour les articles homonymes, voir Marry Me.
Singles représentant la Finlande au Concours Eurovision de la chanson
När jag blundar
(2012)
Marry Me (en français, « Épouse-moi ») est une chanson de la chanteuse finlandaise Krista Siegfrids. Elle a été écrite par Siegfrieds, Erik Nyholm, Kristofer Karlsson, Jessika Lundströmand et est surtout connue pour être la chanson représentant la Finlande au Concours Eurovision de la chanson 2013 à Malmö en Suède.
Classée neuvième lors de la seconde demi-finale, la chanson se qualifie pour la finale du 18 mai 2013 et obtient la 24e place.
Lors de l'Eurovision, Krista Siegfrids termine sa prestation en embrassant sur la bouche une de ses danseuses.

## Liste des pistes
- Téléchargement

1. Marry Me - 3 min 02

## Clip vidéo
Le clip vidéo sort le 13 février sur le compte Vevo de Siegfrids. Il s'agit de la première vidéo sur ce compte.